# Slowakische Botschaft in Berlin
Die Slowakische Botschaft in Berlin (offiziell Botschaft der Slowakischen Republik, slowakisch Veľvyslanectvo Slovenskej republiky) ist der Hauptsitz der diplomatischen Vertretung der Slowakei in Deutschland. Das Botschaftsgebäude befindet sich im Botschaftsviertel im Berliner Ortsteil Tiergarten des Bezirks Mitte. Der Slowakischen Botschaft in Berlin unterstehen des Weiteren Honorarkonsulate in Bad Homburg, Hamburg, Hildesheim, Leipzig und Stuttgart. In München befindet sich ein von der Konsularabteilung der Botschaft unabhängig organisiertes Generalkonsulat. Botschafter ist seit dem 18. Juli 2025 Juraj Macháč.

## Geschichte

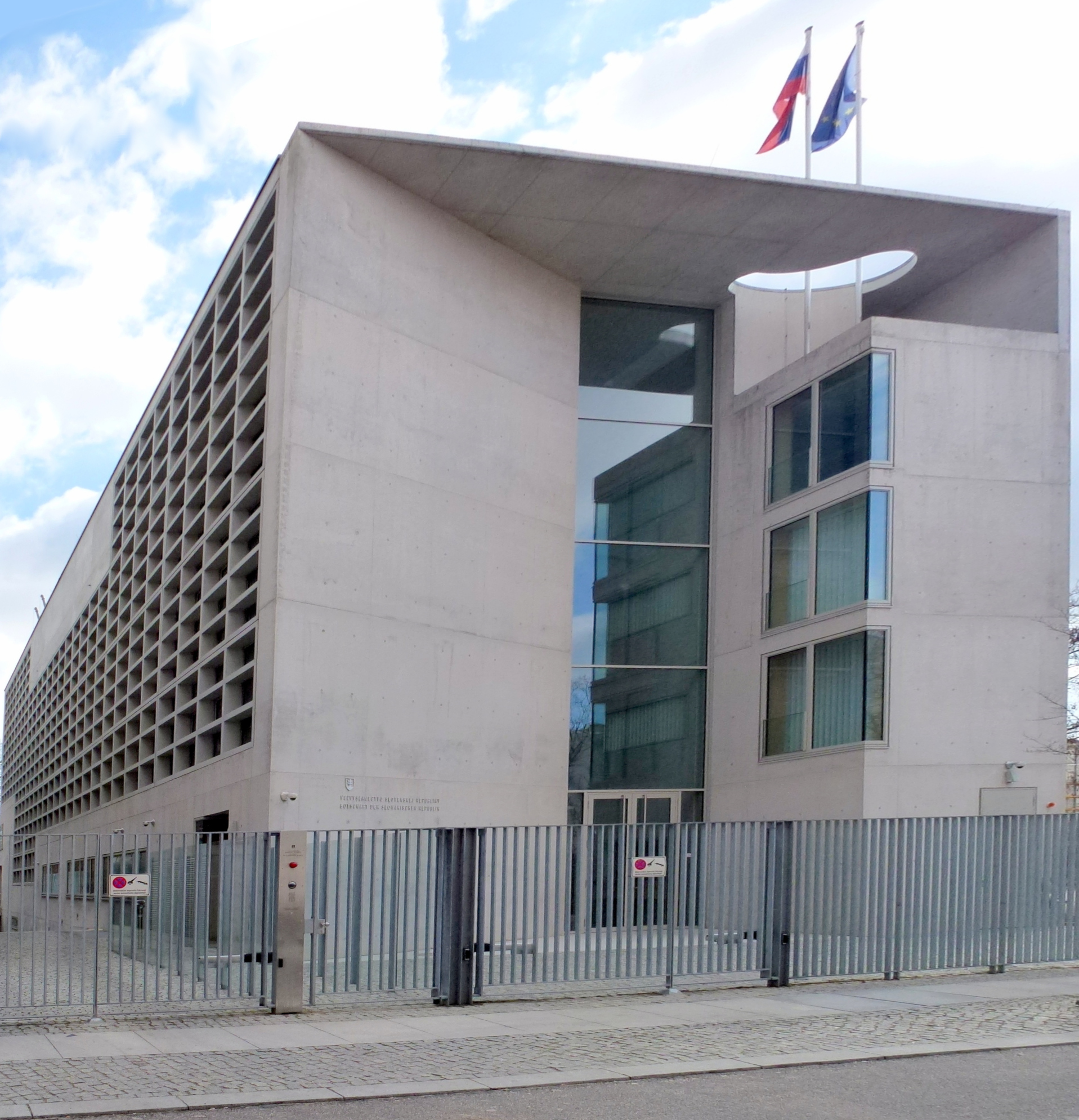
Botschaftsgebäude in der Hildebrandstraße 25 in Berlin

Die erste Phase von diplomatischen Beziehungen zwischen der Slowakei und Deutschland dauerte von 1939 bis 1944/1945. Mit dem Münchner Abkommen begann die Zerschlagung der Tschechoslowakei. Im Oktober 1938 wurde das Sudetenland abgetrennt. Mit der Zerschlagung der Rest-Tschechei im März 1939 mit Bildung des Reichsprotektorates sowie der Unabhängigkeitserklärung der Slowakei am 14. März 1939 war das vollständige Ende der Tschechoslowakei gekommen.
Die Slowakei und Deutschland nahmen umgehend diplomatische Beziehungen auf. Die Gesandtschaft der Tschechoslowakei hatte sich bis 1939 in der Rauchstraße 27 befunden. Die Gesandtschaft der Slowakei wurde in der Großadmiral-Prinz-Heinrich-Straße 11 (bis 1925 Regentenstraße, heutige Hitzigallee) in der bisherigen Residenz des tschechoslowakischen Botschafters eingerichtet. An diesem Standort war die Slowakische Gesandtschaft dem im Rahmen der Umbaupläne für die Reichshauptstadt geplanten OKH-Gebäude im Weg. Daher wurde eine neue Slowakische Gesandtschaft auf der Nordseite der Rauchstraße (⊙) projektiert. Dieser Plan wurde jedoch nie umgesetzt, stattdessen zog die Slowakische Vertretung in die ehemalige Tschechoslowakische Vertretung in der Rauchstraße 27 um. Slowakischer Gesandter in Berlin war Matúš Černák. 1944 endete die Unabhängigkeit der Slowakei de facto, 1945 auch de jure.
Nach der Auflösung der Tschechoslowakei am 31. Dezember 1992 entstand der selbstständige Staat Slowakei erneut und bildete entsprechende Verwaltungen, Behörden, Ministerien und eine Regierung. Diese setzte die diplomatische Zusammenarbeit mit Deutschland fort und eröffnete in der August-Bier-Straße 31 im Bonner Ortsteil Kessenich ihre Botschaft.
Mit dem Hauptstadtbeschluss und dem folgenden Umzugsbeschluss war der Umzug der deutschen Regierung nach Berlin für 1999 geplant. Auch die Botschaften folgten zum neuen Regierungssitz. Die Slowakei erwarb eine Immobilie in Berlin-Tiergarten, und die vorhandenen Gebäude dienten ab 1999 provisorisch als neuer Sitz der Botschaft. In den Jahren 2006–2010 ließ die Slowakei nach Entwürfen der Potsdamer Architekten Häffner + Zenk durch die Ingenieurgesellschaft Rockwer GmbH auf dem Grundstück Hildebrandstraße 25 einen Neubau errichten. Die Baukosten betrugen fünf Millionen Euro. Das ehemalige Botschaftsgebäude in Bonn wurde noch bis zum Jahr 2010 als Außenstelle der Botschaft genutzt und dann aufgegeben.